# Beattyville (Kentucky)
Beattyville es una ciudad ubicada en el condado de Lee en el estado estadounidense de Kentucky. En el Censo de 2010 tenía una población de 1307 habitantes y una densidad poblacional de 252,32 personas por km².

## Geografía
Beattyville se encuentra ubicada en las coordenadas 37°34′38″N 83°42′35″O / 37.57722, -83.70972. Según la Oficina del Censo de los Estados Unidos, Beattyville tiene una superficie total de 5.18 km², de la cual 5.18 km² corresponden a tierra firme y (0%) 0 km² es agua.

## Demografía
Según el censo de 2010, había 1307 personas residiendo en Beattyville. La densidad de población era de 252,32 hab./km². De los 1307 habitantes, Beattyville estaba compuesto por el 97.32% blancos, el 0.99% eran afroamericanos, el 0.23% eran amerindios, el 0.08% eran asiáticos, el 0% eran isleños del Pacífico, el 0% eran de otras razas y el 1.38% pertenecían a dos o más razas. Del total de la población el 1.53% eran hispanos o latinos de cualquier raza.